# Liste des maîtres de la province d'Aragon de l'ordre du Temple
Pour un article plus général, voir Liste des maîtres de province de l'ordre du Temple.
Cet article présente une liste des maîtres de la province d'Aragon de l'ordre du Temple.

## Province d'Aragon(Aragon,CatalogneetNavarre)

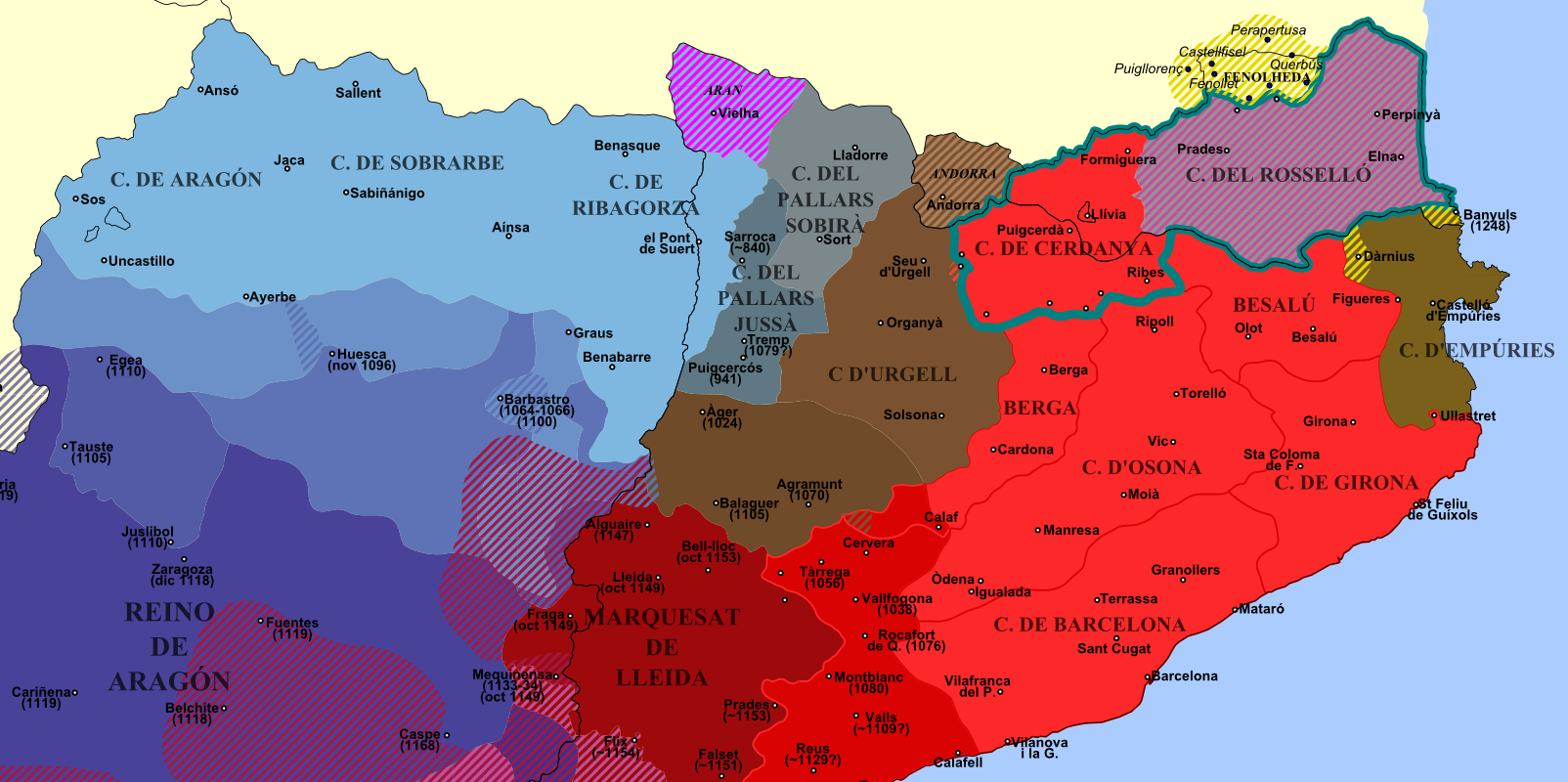
Les comtés des Pyrénées orientales au XII et XIII.

Ce fut d'abord une province distincte avant de faire partie intégrante (bailliage) de la province de Provence et partie d'Espagne. On remarque notamment que les deux premiers dignitaires de l'ordre cités en Catalogne et en Navarre, Hugues de Rigaud et Arnaud de Bedos, ne sont jamais mentionnés dans les documents relatifs aux templiers en Aragon.
Cette province correspondait au territoire de l'ancienne couronne d'Aragon, union du royaume d'Aragon et des comtés de catalogne ainsi que celui du royaume de Navarre. Les ouvrages sur le sujet désignent souvent certains maîtres de province comme étant maître de Provence es Espagne ou maître en Provence et partie des Espagnes mais on fait état pour la première fois en mai 1240 d'un maître d'Aragon et de Catalogne.
Il faut se référer à la liste des maîtres en Provence et parties des Espagnes pour les maîtres précédents et ne pas confondre avec le maître de la baillie de Provence ou celle d'Espagne au sens Aragon-Catalogne (sous-divisions de la province) qui dépendait du maître de cette province.
| Maître                                                        | Période de maîtrise | Autre(s) fonction(s) |
| ------------------------------------------------------------- | ------------------- | --- |
| Raymond de Serra                                              | 1240-1243           | Mai 1243: « frater R., Dei gratia humilis magister domorum milice Templi in Catalonie et in Aragone » Commandeur d'Ambel (1214-1218), Gardeny (1223-1228), Cantavieja (1225, c. 1230, 1234), Villel (1228-1229), Monzón (1231-1234) et lieutenant du maître de cette province (1232), Tortosa (1235-1236), Miravet (1239), puis après sa maîtrise Ascó (1244), de nouveau Tortosa (1245), Monzón (1246-1248) puis enfin Horta (1251-1252) Lui ou un homonyme commandeur de Majorque entre juin 1231 et novembre 1232 car il était à ces dates commandeur de Monzón et lieutenant de la province, même problème pour Miravet où ce nom est cité entre juillet 1239 et mars 1241. |
| Guillaume de Cardona (Guillén de Cardona)                     | 1244-1252           | 15 avril 1248: « fratri Guillelmo de Cardona, magistro Militie Templi » 25 avril 1251: « venerabili et dilecto fratri Guillelmo de Cardona, magistro domus milicie Templi in Aragonia et Catalonia » Lieutenant de cette province (1238, 1241) alors qu'il était commandeur de Gardeny (1239-1243) puis commandeur de Miravet (1255-1258) Signataire du traité d'Almizra (26 mars 1244) |
| Hugues de Jouy (Hugo de Joiaco)                               | 1254-1258           | Maréchal de l'ordre (1251-1252) avant d'être envoyé en Catalogne,. |
| Guillaume de Montañana (Guillén de Montañana, Montanyana)     | 1258-1262           | 21 juin 1259: « Guillelmo de Montanyana, magistro domorum milicie Templi in Aragonia et Catalonia » Il part ensuite en Orient comme commandeur de Sidon (1262) puis comme commandeur de la terre de Jérusalem |
| Guillaume de Pontons (Guillén de Pontons)                     | 1262-1266,          | (la): Guillelmus de Pontons 26 avril 1262: « magister militie Templi in regno Aragonum » Commandeur d'Horta (1259), était en Orient après sa maîtrise comme tenant lieu de maître de l'ordre puis envoyé dans les Pouilles pour chercher Guillaume de Beaujeu nouvellement élu (1273), |
| Arnaud de Castelnou (Arnau de Castellnou)                     | 1267-1278           | 19 mars 1268: « dilecto nostro fratri A. de Castro Novo, magistro milicie Templi et fratribus eiusdem domus Templi » Frère de Guillaume VI de Castelnau (Fils de Guillaume V de Castelnou),. Il était en Orient en 1277 et exerça également la fonction de visiteur pour la péninsule ibérique en 1278, |
| Pierre de Montcada (ca) (Pere de Montcada, Pierre de Moncade) | 1279-1282           | « frater Petrus de Montecathano, domorum militie Templi in Aragonia et Cathalonie magister humilis » Fils cadet de Raymond de Montcada (ca), tué en 1229 lors de la conquête de Majorque. Il semble avoir d'abord exercé la charge de lieutenant de cette province en l'absence d'Arnaud de Castelnou (juillet 1276 à mars 1277) bien que mentionné dans certains documents avec le titre de maître,: exemple septembre 1276. Visiteur pour la péninsule ibérique (1279-1281), Commandeur d'Acre (1284/85-1289) († 26 avril 1289, siège de Tripoli) |
| Bérenger de Saint-Just (Berenguer de Sant Justo)              | 1283-1290           | Il devient ensuite commandeur de la terre (1292, Chypre) puis commandeur de Miravet (1297-1307) avec la fonction de lieutenant du maître de la province d'Aragon et de Catalogne en 1300 († postérieur à 1319), |
| Bérenger de Cardona (Berenguer de Cardona)                    | 1291-1307           | (la): Berengarius de Cardona Cumulé avec la fonction de visiteur pour la péninsule ibérique (1297-1307) († 1307) |
| Exemen de Lenda (Simon de Lenda)                              | 8 septembre 1307 -  | Lieutenant de cette province en 1296 lorsqu'il était commandeur d'Horta. Il a d'abord été commandeur de Cantavieja (1277-1295) puis de Horta (1296-1307) |